# Gian Franco Svidercoschi
Gian Franco Svidercoschi, né le 22 juillet 1936 à Ascoli Piceno (Italie), est un journaliste et écrivain vaticaniste italien.

## Biographie
D'origine polonaise, il commence sa carrière journalistique très jeune, en 1959. Il est envoyé par l'ANSA au Concile Vatican II et occupe ensuite le poste de directeur adjoint de L'Osservatore Romano.
Il collabore avec le pape Jean-Paul II dans la rédaction de sa biographie Dono e Mistero (Don et mystère) en 1996 et aussi avec l'archevêque de Cracovie Stanisław Dziwisz, ancien secrétaire particulier de Jean-Paul II pour Una vita con Karol (it) en 2007. Parmi ses publications les plus connues, Lettera ad un amico ebreo (Lettre à un ami juif) 1993, traduite en vingt langues pour cinquante pays.
En 2000, pour le Saint-Siège, il est l'auteur d'une importante relecture pour le « jubilé » du Concile Vatican II.

## Publications
- Ho conosciuto nazismo e comunismo. Karol Wojtyla, un papa tra due totalitarismi, Liberal Libri, 1998  (ISBN 978-88-8270-010-2)
- Nel nome della madre, Ancora, 2001  (ISBN 978-88-7610-899-0)
- Storia di Karol, Ancora, 2001  (ISBN 978-88-7610-912-6)
- Un Concilio che continua. Cronaca, bilancio, prospettive del Vaticano II, Ancora, 2002  (ISBN 978-88-514-0041-5)
- L'esercito del papa. Monaci, frati e suore che hanno fatto la storia della Chiesa, Ancora, 2003  (ISBN 978-88-514-0153-5)
- In cerca del Padre. Un 'posto' per Dio nel mondo di oggi, San Paolo Edizioni, 2005  (ISBN 978-88-215-5486-5)
- Una vita con Karol. Conversazione con Gian Franco Svidercoschi, Rizzoli, 2007  (ISBN 978-88-17-01566-0)
- Un Papa che non muore, l'eredità di Giovanni Paolo II, San Paolo Edizioni, 2009  (ISBN 978-88-215-6600-4)
- Mal di Chiesa. Dubbi e speranze di un cristiano in crisi, Ed. Cooper, collana The Cooper files, 2011  (ISBN 9788873942108)
- Il ritorno dei chierici, Emergenza Chiesa tra clericalismo e concilio, Ed. EDB, collana Itinerari, 2012  (ISBN 978-88-10-51324-8)